# Pilophorus gracilis
Pilophorus gracilis är en insektsart som beskrevs av Philip Reese Uhler 1895. Pilophorus gracilis ingår i släktet Pilophorus och familjen ängsskinnbaggar. Inga underarter finns listade i Catalogue of Life.